# Élections législatives de 1978 aux Îles Cook
Les élections générales aux îles Cook en 1978 ont été entachées par une affaire de fraude électorale, dite des "électeurs volants" (fly-in voters case).
En 1978, Albert Royle Henry était Premier ministre des îles Cook depuis bientôt 14 années, le Cook Islands Party ayant remporté les élections de 1968, 1972 et 1974. Jusqu’aux élections de 1972, il n’existait aucune opposition suffisamment organisée pour proposer une alternative crédible au CIP. Cela devait changer avec le retour au pays de Tom Davis après 20 ans passés aux États-Unis. Il fédéra les opposants à Henry au sein du Democratic Party, du nom du parti éponyme américain.
1972 fut également une année importante pour les îles Cook avec l’ouverture de l’aéroport international de Rarotonga. Désormais, Auckland ne se trouvait plus qu’à quatre heures de vol. Cela eut pour conséquence d’accroître le flux d’émigrants vers la Nouvelle-Zélande. Selon la loi électorale de 1966, tout insulaire expatrié restait inscrit sur les listes électorales pour une période de trois années. Néanmoins, aucun vote par correspondance ou par procuration n’avait été prévu, si bien que pour voter, chaque électeur expatrié devait se rendre physiquement au bureau de vote des Îles Cook dans lequel il était inscrit. Pour les élections générales de 1974, le Democratic Party avait affrété à cet effet un avion d’Air Nauru afin de faire venir 75 de ses partisans, créant ainsi un précédent. Le CIP remporta malgré tout les élections avec 6 sièges d’avance.
Début 1978, alors que les élections étaient prévues pour mars, Henry entendit dire que Tom Davis avait de nouveau l’intention d’affréter un avion de Nouvelle-Zélande pour les partisans du Democratic Party. Pour ne pas être en reste, il décida de faire de même. Il fit appel pour cela à Finbar Kenny afin qu’il l’aide à financer le projet. Finbar Kenny était un milliardaire américain spécialisé dans le commerce de timbres rares à qui Henry avait concédé le monopole sur l’édition et la vente de timbres des îles Cook en échange d’une rente annuelle servant à financer les retraites. Kenny accepta d’aider Henry, craignant que si le Democratic Party passait, son monopole fut remis en cause. Henry reçut à cet effet un chèque de 337 000 US$ de Jim Little, responsable du bureau philatélique des Îles Cook, avec lequel il put affréter 6 charters de la compagnie Ansett Australia offrant la possibilité à 445 partisans du CIP de participer au vote. Dans le même temps, le Democratic Party faisait venir d’Auckland 344 insulaires à bord d’un avion, là encore d'Air Nauru.
Le CIP remporta 15 sièges contre 7 pour le DP. Très vite néanmoins le DP déposa plusieurs pétitions électorales accusant le CIP de fraude électorale et de corruption en affirmant que l’aide financière reçue par Finbar Kenny par le biais du bureau philatélique n’était pas un don privé, ce qu’autorisait la loi, mais une avance faite sur les revenus annuels que devait verser Kenny au gouvernement.
Un procès eut lieu. Après avoir contester ces accusations, Henry et Finbar Kenny finirent par plaider coupable. Ils furent condamnés à une amende. Parallèlement, 9 des 15 sièges remportés par le CIP furent attribués aux Democratic Party, permettant à Tom Davis d’être nommé Premier ministre des îles Cook.
Pour mettre fin à de nouveaux abus, une circonscription outre-mer (overseas constituency) fut créée en 1981 par l'amendement constitutionnel n°9, afin de permettre aux expatriés d'élire leur propre représentant au Parlement
À la suite de cette affaire, Élisabeth II retira également à Albert Henry son titre de Chevalier de l'Empire britannique (KBE), qu'elle lui avait attribué en 1974, lors de son unique visite de l'archipel. Cette affaire marqua également la fin de la carrière politique de Henry qui, souffrant d'un cancer, devait décéder le 1er janvier 1981. Sa famille et ses proches, toujours persuadés de son innocence, réclament depuis cette époque sa réhabilitation.